# 김태호 (연출가)
김태호(金泰浩, 1975년 5월 4일 ~ )는 대한민국의 예능 프로듀서(연출자)이다. 본관은 광산이다.

## 경력
충청남도 대천시(현 보령시)에서 출생하여 충남 보령시 대천중학교에 다니던 중 15살 때 충청남도 공주시로 이사하였으며 공주대학교 사범대학 부설고등학교와 고려대학교 신문방송학과를 졸업했다. 이후 2001년 MBC 공채 예능 프로듀서로 입사해 《논스톱 4》, 《코미디 하우스》, 《상상원정대》의 조연출을 맡았고, 《mr.요리왕》, 《무(모)한 도전》, 《무(리)한 도전》, 《무한도전 - 퀴즈의 달인》의 연출을 맡았다.
2006년부터 2018년까지 《무한도전》의 연출을 맡았다. 무한도전에서는 자신만의 독특하고 유머러스한 자막으로 시청자들의 관심을 받았다. 하지만 메인 연출자로서의 첫 작품인 《mr.요리왕》과 《무한도전》에 대해 일본 예능 표절 시비가 벌어지기도 했다.
2006년 MBC 방송연예대상 네티즌이 뽑은 올해 최고의 프로그램상, 2007년 MBC 방송연예대상 시청자가 뽑은 최고의 프로그램상, 2008년 제20회 한국PD대상 TV예능부문 작품상, 2008년 제44회 백상예술대상 TV예능부문 작품상을 수상했다.
한편, MBC 《무한도전》으로 36회 한국방송대상 TV프로듀서상(16회까지는 TV-라디오 연출상이었으나 17회부터 TV-라디오 프로듀서상으로 변경됐고 38회부터 통합 프로듀서상으로 변경) - 같은 채널 《놀면 뭐하니?》를 통해 47회 한국방송대상 통합 프로듀서상 수상의 영예를 안았는데 고석만(MBC <아베의 가족>으로 7회 TV연출상 같은 채널 <제2공화국>으로 17회 TV프로듀서상) 김홍종(KBS 1TV <TV문학관> '삼포가는 길'로 8회 TV연출상) 같은 채널 <신 TV문학관> '길 위의 날들'로 23회 TV프로듀서상) 김종학(MBC 6.25 특집 <인간의 문>으로 10회 TV연출상 MBC <여명의 눈동자>로 19회 TV연출상) 최상식(KBS 1TV <보통 사람들>로 11회 TV연출상 같은 채널 <삼국기>로 20회 TV프로듀서상) 이병훈(MBC <조선왕조 500년> '임진왜란'(유길촌 PD와 공동)으로 13회 TV연출상 같은 채널 <허준>으로 27회 TV프로듀서상) 윤동혁(MBC <인간시대>, 특집  기획 <사할린 통신>으로 16회 TV연출상 SBS <버섯, 그 천의 얼굴>로 22회 TV프로듀서상) PD와 함께 TV 프로그램을  통한 한국방송대상 프로듀서상(연출상 포함) 최다 타이 기록을 보유하고 있다(2회).

## 학력
- 1988~1991 대천중학교
- 1991~1994 공주대학교 사범대학 부설고등학교
- 1994 고려대학교 신문방송학과 학사

## 연혁
- 2001년 : MBC 입사
- MBC 예능본부 1CP 프로듀서
- 2017년 12월 ~ 2018년 4월 : MBC 예능본부 예능5부장
- 2018년 4월 ~ 2018년 8월 : MBC 예능본부 예능5차장(직급 조정)
- MBC 예능본부 예능1부장
- 2022년 : MBC 퇴사
- TEO 대표이사

## 수상 경력
| 연도   | 수상 내역 |
| ------ | --- |
| 2006년 | - MBC 방송연예대상 네티즌이 뽑은 올해 최고의 프로그램상                                                                        |
| 2007년 | - MBC 프로그램 제작상 공로상 / 예능부문 우수프로그램상 / 최우수프로그램상 - MBC 방송연예대상 시청자가 뽑은 최고의 프로그램상   |
| 2008년 | - 제20회 한국PD대상 TV예능부문 작품상 - 제44회 백상예술대상 TV예능부문 작품상 - MBC 방송연예대상 PD들이 뽑은 최고의 프로그램상 |
| 2009년 | - 제36회 한국방송대상 연예오락부문 프로그램상 / TV연출상 - MBC 방송연예대상 시청자가 뽑은 최고의 프로그램상                    |
| 2010년 | - 제22회 한국PD대상 TV예능부문 작품상 (무한도전 연출진과 공동 수상) - 서울 국제관광대상 최우수 국내 언론인                     |

## 같이 보기
- 무한도전
- 유재석
- 정형돈
- 노홍철
- 박명수
- 하하
- 정준하
- 길
- 조세호
- 황광희
- 양세형
- 윤종신
- 전진
- MC몽
- 이영은
- 황정민
- 이효리
- 나영석
- 이명한
- 유호진
- 놀면 뭐하니?
- TEO